# Lista de deputados estaduais de Goiás da 12.ª legislatura
Essa é uma lista de deputados estaduais de Goiás eleitos para o período 1991-1995. 41 deputados.

## Composição das bancadas
| Partido | Líder                      | Bancada | Posição      |
| ------- | -------------------------- | ------- | ------------ |
| PMDB    | Carlos Hassel Mendes       | 16 / 41 | Governo      |
| PDC     | Ayr Nasser                 | 6 / 41  | Oposição     |
| PSDB    | Jovair Arantes             | 4 / 41  | Oposição     |
| PRN     | João Teles de Menezes      | 3 / 41  | Governo      |
| PT      | Osmar de Lima Magalhães    | 3 / 41  | Oposição     |
| PL      | Álvaro Peixoto de Oliveira | 2 / 41  | Governo      |
| PDT     | Sandes Júnior              | 2 / 41  | Independente |
| PDS     | Wolney Martins de Araújo   | 2 / 41  | Oposição     |
| PCdoB   | Denise Aparecida Carvalho  | 1 / 41  | Oposição     |
| PFL     | Ézio Gomes                 | 1 / 41  | Oposição     |
| PSD     | Wagner Donizeti Villela    | 1 / 41  | Oposição     |

## Deputados estaduais
Estavam em jogo 41 vagas na Assembleia Legislativa de Goiás.
| Número | Deputados estaduais eleitos      | Partido | Votação | Percentual | Cidade onde nasceu     | Unidade federativa |
| 12200  | Sandes Júnior                    | PDT     | 18.194  |            | Porto Nacional         | Tocantins          |
| 15794  | Rubens Cosac                     | PMDB    | 18.177  |            | Ipameri                | Goiás              |
| 15782  | Waldemir Guimarães               | PMDB    | 17.856  |            | Tiros                  | Minas Gerais       |
| 15536  | Jossivani de Oliveira            | PMDB    | 16.388  |            | Goiânia                | Goiás              |
| 15502  | Mario de Castro Filho            | PMDB    | 15.269  |            | Formosa                | Goiás              |
| 15363  | Joaquim Tomaz de Aquino          | PMDB    | 14.585  |            | Uberlândia             | Minas Gerais       |
| 15504  | Marconi Perillo                  | PMDB    | 14.553  |            | Goiânia                | Goiás              |
| 65175  | Denise Aparecida Carvalho        | PCdoB   | 14.340  |            | São Paulo              | São Paulo          |
| 15114  | Iron Jaime do Nascimento         | PMDB    | 13.359  |            | Rio Verde              | Goiás              |
| 15584  | Sodino Vieira de Carvalho        | PMDB    | 12.491  |            | Goiatuba               | Goiás              |
| 15218  | Jose Essado Neto                 | PMDB    | 12.359  |            | Inhumas                | Goiás              |
| 15935  | José Antônio da Silva Sobrinho   | PMDB    | 12.060  |            | Comendador Gomes       | Minas Gerais       |
| 15183  | Sandro Mabel                     | PMDB    | 12.037  |            | Ribeirão Preto         | São Paulo          |
| 15235  | Romilton Moraes                  | PMDB    | 11.857  |            | Goiânia                | Goiás              |
| 15402  | Sólon Batista Amaral             | PMDB    | 11.745  |            | Goiânia                | Goiás              |
| 36882  | João Teles de Menezes            | PRN     | 11.275  |            | Felixlândia            | Minas Gerais       |
| 15806  | Carlos Hassel Mendes da Silva    | PMDB    | 10.987  |            | Ceres                  | Goiás              |
| 17921  | Sandoval Moreira Mariano         | PDC     | 10.584  |            | Goiânia                | Goiás              |
| 11925  | Vanderval Lima Ferreira          | PDS     | 9.753   |            | Rio Verde              | Goiás              |
| 15644  | Josias Gonzaga Cardoso           | PMDB    | 9.642   |            | Buenolândia            | Goiás              |
| 15596  | Agenor Rezende                   | PMDB    | 9.153   |            | Coxim                  | Mato Grosso do Sul |
| 41125  | Wagner Donizeti Villela          | PSD     | 9.065   |            | São José do Rio Preto  | São Paulo          |
| 17390  | Saburo Hayasaki                  | PDC     | 8.903   |            | Ituverava              | São Paulo          |
| 36807  | Orcino Gonçalves da Silva        | PRN     | 8.875   |            | Frutal                 | Minas Gerais       |
| 17424  | Nerivaldo Costa                  | PDC     | 8.577   |            | Quirinópolis           | Goiás              |
| 17827  | Isaac Antônio de Moraes Portilho | PDC     | 8.484   |            | Rio Verde              | Goiás              |
| 17771  | Alcides Rodrigues                | PDC     | 8.315   |            | Santa Helena de Goiás  | Goiás              |
| 45265  | Jovair Arantes                   | PSDB    | 8.299   |            | Buriti Alegre          | Goiás              |
| 12846  | Amarildo Alves de Oliveira       | PDT     | 8.266   |            | Indianópolis           | Minas Gerais       |
| 45431  | Edivaldo Augusto Borges          | PSDB    | 8.208   |            | Poxoréu                | Mato Grosso        |
| 25481  | Ézio Gomes                       | PFL     | 8.027   |            | Cachoeira de Goiás     | Goiás              |
| 36416  | Vanda Lúcia Dias Melo            | PRN     | 7.836   |            | Taubaté                | São Paulo          |
| 11115  | Wolney Martins de Araújo         | PDS     | 7.624   |            | Catalão                | Goiás              |
| 13674  | Athos Magno Costa e Silva        | PT      | 7.495   |            | Piracanjuba            | Goiás              |
| 13896  | Darci Accorsi                    | PT      | 7.357   |            | Nova Prata             | Rio Grande do Sul  |
| 17406  | Ayr Nasser                       | PDC     | 7.244   |            | Caiapônia              | Goiás              |
| 45492  | Kleber Branquinho Adorno         | PSDB    | 6.988   |            | Goiânia                | Goiás              |
| 45174  | Warner Carlos Prestes            | PSDB    | 6.940   |            | Goiânia                | Goiás              |
| 13239  | Osmar de Lima Magalhães          | PT      | 5.345   |            | Uruana                 | Goiás              |
| 22564  | Álvaro Peixoto de Oliveira       | PL      | 5.270   |            | Itapaci                | Goiás              |
| 22382  | Cleovan Siqueira Amorin          | PL      | 4.944   |            | São Miguel do Araguaia | Goiás              |